# Talia grafu
Talia grafu (ang. girth), obwód grafu – długość najkrótszego cyklu zawartego w grafie. Przyjmuje się, że obwód grafów acyklicznych jest równy nieskończoności.
Np. cykl o długości 4 ma obwód równy 4, tak jak wszystkie siatki. 

K3, obwód 3
K4, obwód 3
Graf Petersena, obwód 5
Graf Heawooda, obwód 6
Tutte eight cage, obwód 8